# Tarmo Koivisto

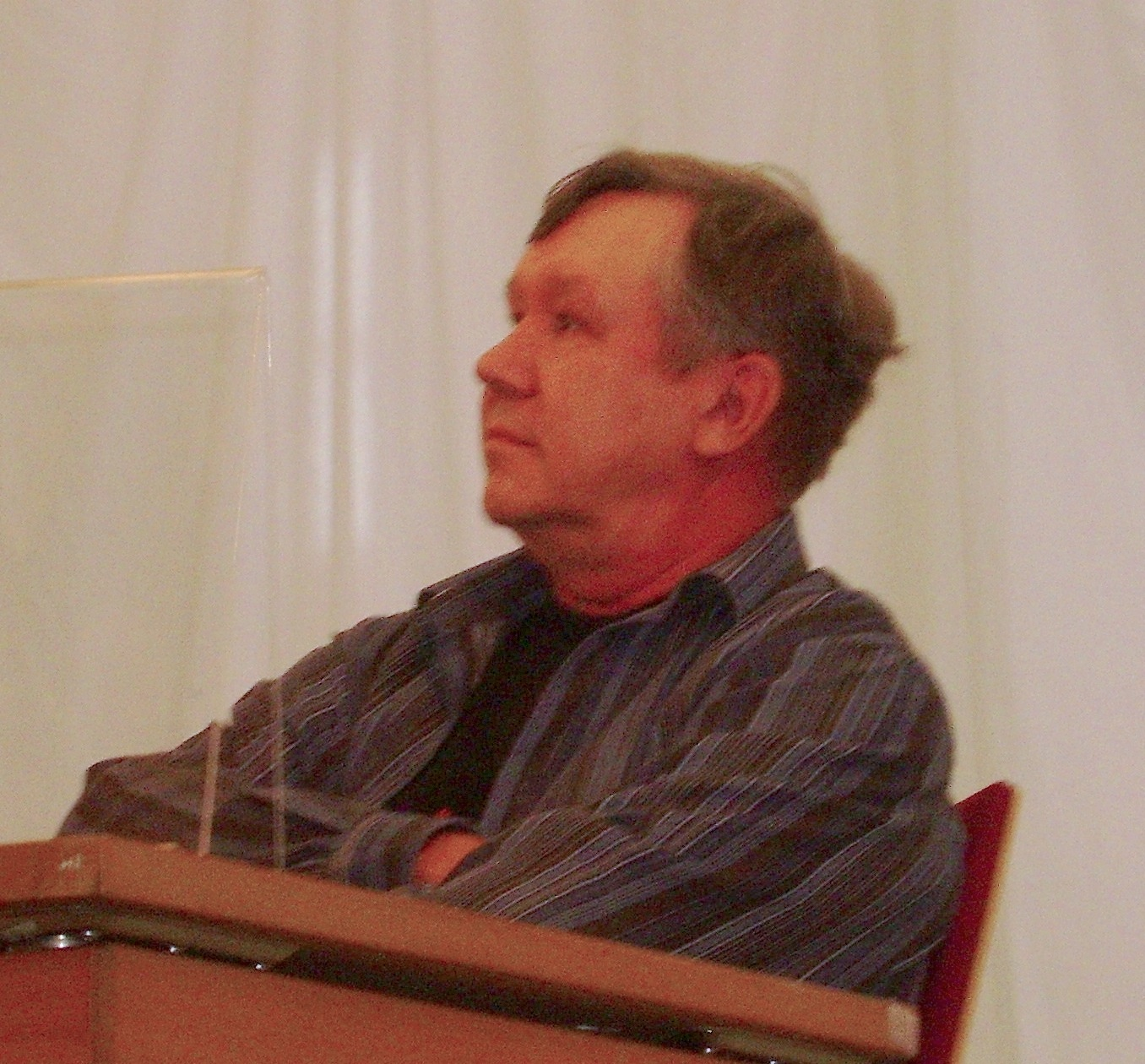
Tarmo Koivisto.

Tarmo Uolevi Koivisto, född 3 juli 1948 i Orivesi, är en finländsk grafiker. 
Koivisto utexaminerades 1984 som grafiker från Konstindustriella högskolan. Han är känd under signaturen Tape för sina illustrationer, skämtteckningar, karikatyrer och tecknade serier. Han tecknade bland annat serieteckningarna Mämmilä i Helsingin Sanomats månadsbilaga 1983–1996 och gav ut album med samma tema. Han har även publicerat böckerna Sarjakuvia Suomesta (Tecknade serier från Finland) 1976–1982, 1982–1988, 1988–1996 och 2002 samt illustrerat barnböcker. Hans album Politiikka on tylsää utkom 2009. Han tilldelades Kaarina Helakisas litteraturpris 2008 och Pro Finlandia-medaljen 2018.